# Тимошенко, Яков Алексеевич
Яков Алексеевич Тимошенко (18 ноября 1927, Беларусь — ?) — советский хозяйственный, государственный и политический деятель.

## Биография
Родился в 1927 году на территории современной Беларуси. Член ВКП(б) с 1957 года.
Окончил Запорожский ИСХМ. С 1950 года — на хозяйственной, общественной и политической работе. В 1950—1975 гг. — мастер, начальник цеха, главный инженер Минского тракторного завода. Директор завода «Ростсельмаш».
За создание и освоение серийного производства унифицированных колёсных, полугусеничных и гусеничных тракторов классов 1,4—2 тонны тяги на основе базовой модели «Беларусь» МТЗ-50 для комплексной механизации возделывания пропашных культур в составе коллектива удостоен Государственной премии СССР в области техники 1971 года.
Избирался депутатом Верховного Совета РСФСР 8-го созыва.

## Сочинения
- Тимошенко, Яков Алексеевич. Новый метод получения шлицев на валах [Текст] / Я. А. Тимошенко, А. В. Бугаев. — Москва : [б. и.], 1965. — 9 с. : ил.; 22 см.
- Тимошенко, Яков Алексеевич. Без контролеров [Текст] / Я. А. Тимошенко, нач. механ. цеха № 2 Минского тракт. завода; [Лит. запись И. Турецкого]. — Минск : Госиздат БССР, 1962. — 35 с. : ил.; 20 см.
- Тимошенко, Яков Алексеевич. Исследование штамповки шлицев на валах с наложением колебаний [Текст] : Автореф. дис. на соиск. учен. степени канд. техн. наук : (05.03.05) / Моск. станкоинструм. ин-т. — Москва : [б. и.], 1977. — 26 с.